# 童黨之金牌少年犯
《童黨之金牌少年犯》是1999年上映的香港電影。劉孝偉編劇、導演，雷宇揚、姚樂怡、杜大偉主演。本片並沒在電影院公映，只在影碟店裏發行錄像帶，本片為杜大偉第一部電影。

## 演员
| 演员   | 角色     | 备注                   |
| 雷宇揚 | 雷公     | 黑幫頭子，後被阿豪殺死 |
| 姚樂怡 | Vivienre | 著名唱片騎師           |
| 杜大偉 | 阿豪     | 童黨成員，後被雷公殺死 |
| 李志聰 | Kent     | 童黨成員               |
| 黃穎儀 | Gigi     | 童黨成員，阿豪女友     |
| 彭浩翔 | 黃SIR    | 警察                   |
| 周兆麟 | C.T.D    | 警察                   |
| 蔡慧敏 | 富家女   |                        |
| 王嘉慧 | 豪姐姐   | 阿豪的姐姐             |
| 楊證樺 | 古惑仔   | 雷公手下               |
| 林琳   | 謝嘉琳   |                        |

## 外部連結
- 香港影庫上《童黨之金牌少年犯》的資料（繁體中文）
- 时光网上《童黨之金牌少年犯》的資料（简体中文）
- 豆瓣电影上《童黨之金牌少年犯》的資料 （简体中文）
- 互联网电影数据库（IMDb）上《童黨之金牌少年犯》的资料（英文）